# آب‌انبار سرکوچه یخچال
آب‌انبار سرکوچه یخچال مربوط به دوره قاجار است و در آران و بیدگل، خیابان دهنو، محله سرکوچه یخچال واقع شده و این اثر در تاریخ ۲۴ اسفند ۱۳۸۳ با شمارهٔ ثبت ۱۱۵۹۰ به‌عنوان یکی از آثار ملی ایران به ثبت رسیده است.